# Тойченталь
Тойченталь (нем. Teutschenthal) — община в Германии, в земле Саксония-Анхальт. 
Входит в состав района Заале. Подчиняется управлению Вюрде/Зальца.  Население составляет 14 105 человек (на 31 декабря 2010 года). Занимает площадь 53,32 км².
Коммуна подразделяется на 5 сельских округов.

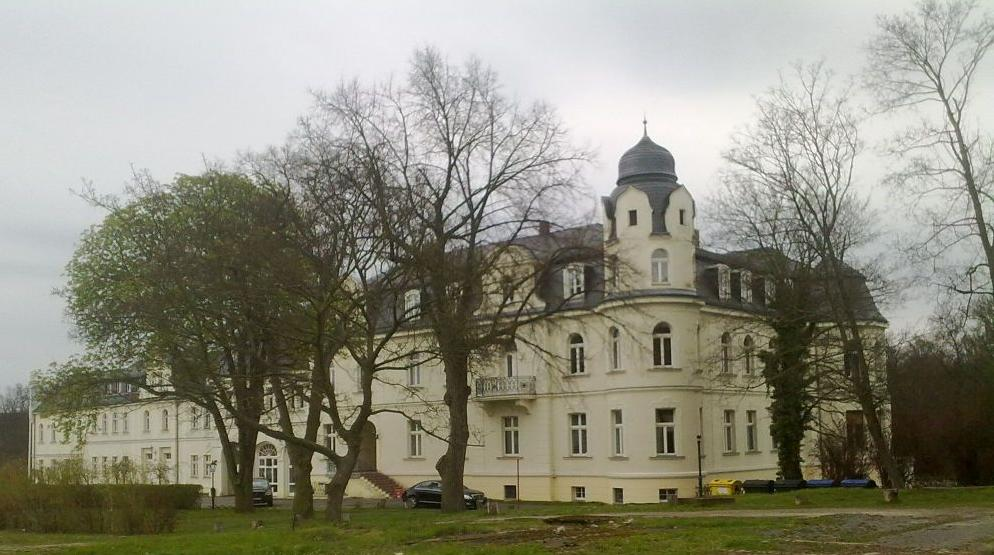
Palace Teutschenthal

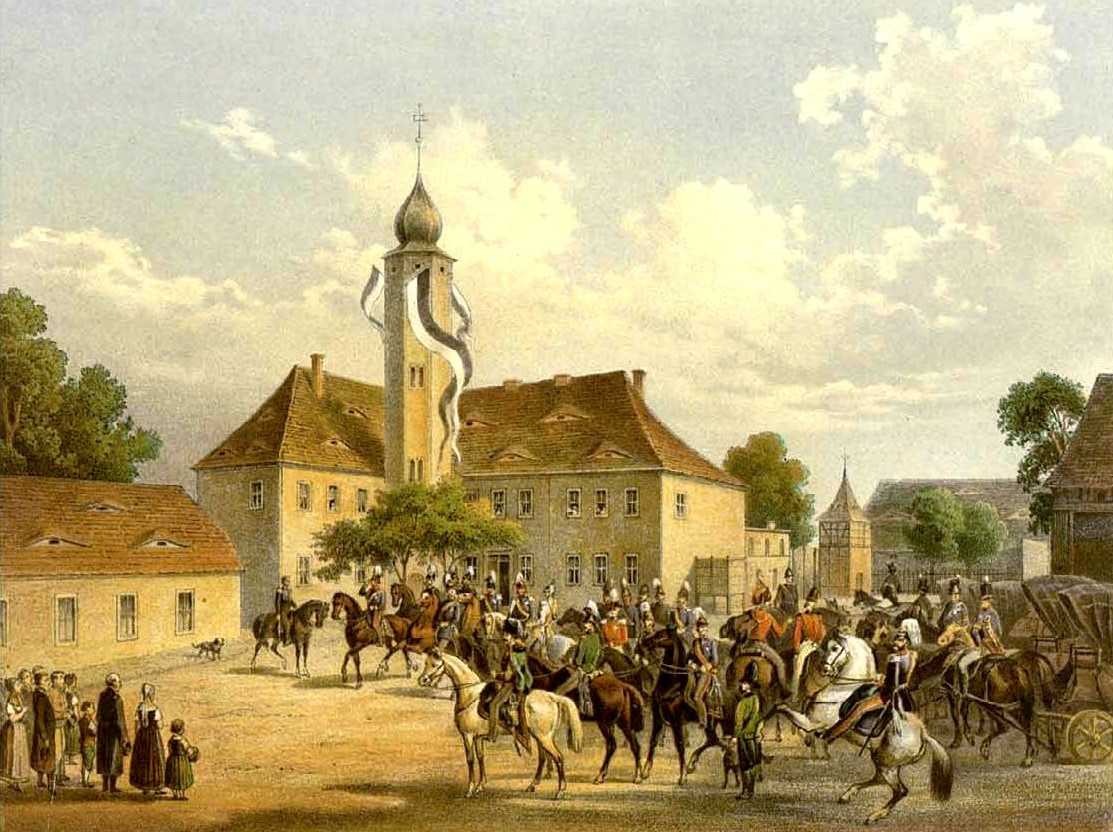
Rittergut Würdenburg, around 1860